# 2008-as U17-es labdarúgó-Európa-bajnokság
A 2008-as U17-es labdarúgó-Európa-bajnokság volt a torna 26. kiírása. A tornán az 1991. január 1. után született játékosok vehettek részt. Az Európa-bajnokságot Törökországban rendezték 2008. május 4. és május 16. között. A győztes a Spanyol labdarúgó-válogatott lett.

## Selejtező
A selejtezőkön összesen 7 hely volt kiadó a rendező törököké mellett. A selejtezőket 2007. szeptember 14. és október 28. között rendezték, melyen 52 válogatott vett részt, összesen 13 csoportba beosztva. A sorozat végén a csoportok első 2 helyezettje, valamint a 2 legjobb harmadik bejutott az elitkörbe, ahol a 7, Eb-n részt vevő válogatott sorsa dőlt el. A csoportelsők jutottak ki az Európa-bajnokságra.

### A kijutott csapatok
| Válogatott    | Kijutott            |
| ------------- | ------------------- |
| Törökország   | Rendezőként         |
| Írország      | 1. csoport győztese |
| Svájc         | 2. csoport győztese |
| Franciaország | 3. csoport győztese |
| Szerbia       | 4. csoport győztese |
| Skócia        | 5. csoport győztese |
| Spanyolország | 6. csoport győztese |
| Holland       | 7. csoport győztese |

## Csoportkör

### A csoport
| Csapat      | M | Gy | D | V | RG | KG | GK | Pont |
| ----------- | - | -- | - | - | -- | -- | -- | ---- |
| Törökország | 3 | 2  | 1 | 0 | 4  | 0  | +4 | 7    |
| Hollandia   | 3 | 2  | 0 | 1 | 3  | 3  | 0  | 6    |
| Szerbia     | 3 | 1  | 1 | 1 | 2  | 1  | +1 | 4    |
| Skócia      | 3 | 0  | 0 | 3 | 0  | 5  | −5 | 0    |

| 2008. május 4. 15:00 | Skócia | 0 – 2               | Szerbia           | World Wonder Football Centre, Antalya Játékvezető: Anders Hermansen (Dánia) |
| 2008. május 4. 15:00 |        | (0 – 1) Jegyzőkönyv | Aleksić 40+1' 42' | World Wonder Football Centre, Antalya Játékvezető: Anders Hermansen (Dánia) |

| 2008. május 4. 18:00 | Törökország                          | 3 – 0               | Hollandia | Mardan Sports Complex, Antalya Játékvezető: Libor Kovařík (Csehország) |
| 2008. május 4. 18:00 | Kayataş 11' Albayrak 71' Demir 80+1' | (1 – 0) Jegyzőkönyv |           | Mardan Sports Complex, Antalya Játékvezető: Libor Kovařík (Csehország) |

| 2008. május 7. 16:00 | Törökország | 1 – 0               | Skócia | Mardan Sports Complex, Antalya Játékvezető: Tero Nieminen (Finnország) |
| 2008. május 7. 16:00 | Yollu 13'   | (1 – 0) Jegyzőkönyv |        | Mardan Sports Complex, Antalya Játékvezető: Tero Nieminen (Finnország) |

| 2008. május 7. 18:00 | Hollandia      | 1 – 0               | Szerbia | World Wonder Football Centre, Antalya Játékvezető: Hubert Siejewicz (Lengyelország) |
| 2008. május 7. 18:00 | Castillion 33' | (1 – 0) Jegyzőkönyv |         | World Wonder Football Centre, Antalya Játékvezető: Hubert Siejewicz (Lengyelország) |

| 2008. május 10. 16:00 | Szerbia     | 0 – 0 | Törökország | World Wonder Football Centre, Antalya Játékvezető: Gedminas Maželka (Litvánia) |
| 2008. május 10. 16:00 | Jegyzőkönyv |       |             | World Wonder Football Centre, Antalya Játékvezető: Gedminas Maželka (Litvánia) |

| 2008. május 10. 16:00 | Hollandia                    | 2 – 0               | Skócia | Mardan Sports Complex, Antalya Játékvezető: Angel Angelov (Bulgária) |
| 2008. május 10. 16:00 | Castillion 34' van Rhijn 46' | (1 – 0) Jegyzőkönyv |        | Mardan Sports Complex, Antalya Játékvezető: Angel Angelov (Bulgária) |

### B csoport
| Csapat        | M | Gy | D | V | RG | KG | GK | Pont |
| ------------- | - | -- | - | - | -- | -- | -- | ---- |
| Spanyolország | 3 | 2  | 1 | 0 | 8  | 4  | +4 | 7    |
| Franciaország | 3 | 2  | 1 | 0 | 7  | 4  | +3 | 7    |
| Svájc         | 3 | 1  | 0 | 2 | 1  | 4  | −3 | 3    |
| Írország      | 3 | 0  | 0 | 3 | 2  | 6  | −4 | 0    |

| 2008. május 14. 15:00 | Franciaország             | 2 – 1               | Írország   | Mardan Sports Complex, Antalya Játékvezető: Gedminas Maželka (Litvánia) |
| 2008. május 14. 15:00 | Tafer 65' Lacazette 80+3' | (0 – 1) Jegyzőkönyv | Murphy 32' | Mardan Sports Complex, Antalya Játékvezető: Gedminas Maželka (Litvánia) |

| 2008. május 4. 18:00 | Spanyolország  | 2 – 0               | Svájc           | World Wonder Football Centre, Antalya Játékvezető: Hubert Siejewicz (Lengyelország) |
| 2008. május 4. 18:00 | García 52' 61' | (0 – 0) Jegyzőkönyv | Paul Murphy 32' | World Wonder Football Centre, Antalya Játékvezető: Hubert Siejewicz (Lengyelország) |

| 2008. május 7. 15:00 | Írország | 0 – 1               | Svájc               | World Wonder Football Centre, Antalya Játékvezető: Libor Kovařík (Csehország) |
| 2008. május 7. 15:00 |          | (0 – 0) Jegyzőkönyv | Gunning 49' (öngól) | World Wonder Football Centre, Antalya Játékvezető: Libor Kovařík (Csehország) |

| 2008. május 7. 19:00 | Franciaország                  | 3 – 3               | Spanyolország                | Mardan Sports Complex, Antalya Játékvezető: Angel Angelov (Bulgária) |
| 2008. május 7. 19:00 | Tafer 11' Grenier 43' Remy 48' | (1 – 1) Jegyzőkönyv | Alcântara 31' 67' Pulido 45' | Mardan Sports Complex, Antalya Játékvezető: Angel Angelov (Bulgária) |

| 2008. május 10. 19:00 | Svájc | 0 – 2               | Franciaország | World Wonder Football Centre, Antalya Játékvezető: Anders Hermansen (Dánia) |
| 2008. május 10. 19:00 |       | (0 – 1) Jegyzőkönyv | Tafer 33' 51' | World Wonder Football Centre, Antalya Játékvezető: Anders Hermansen (Dánia) |

| 2008. május 10. 19:00 | Írország      | 1 – 3               | Spanyolország            | Mardan Sports Complex, Antalya Játékvezető: Tero Nieminen (Finnország) |
| 2008. május 10. 19:00 | Hourihane 15' | (1 – 0) Jegyzőkönyv | Rochina 47' 56' Keko 73' | Mardan Sports Complex, Antalya Játékvezető: Tero Nieminen (Finnország) |

## Egyenes kieséses szakasz

### Elődöntők
| 2008. május 13. 17:30 | Törökország | 1 – 1 (hu)          | Franciaország     | Mardan Sports Complex, Antalya Játékvezető: Gedminas Maželka (Litvánia) |
| 2008. május 13. 17:30 | Kayalı 31'  | (1 – 0) Jegyzőkönyv | Kolodziejczak 69' | Mardan Sports Complex, Antalya Játékvezető: Gedminas Maželka (Litvánia) |

|                                         |     | 11-esekkel                                  |  |
| Kayalı Çolak Çek Batuhan Karadeniz Eren | 3—4 | Tafer Fofana Kakuta Kolodziejczak Lacazette |  |

| 2008. május 13. 20:00 | Spanyolország                 | 2 – 1 (hu)          | Hollandia    | Antalya Atatürk Stadium, Antalya Játékvezető: Anders Hermansen (Dánia) |
| 2008. május 13. 20:00 | Pulido 46' Ángel Martínez 92' | (0 – 1) Jegyzőkönyv | Sneijder 34' | Antalya Atatürk Stadium, Antalya Játékvezető: Anders Hermansen (Dánia) |

### Döntő
| 2008. május 16. 18:30 | Franciaország | 0 – 4               | Spanyolország                                        | Mardan Sports Complex, Antalya Nézőszám: 600 Játékvezető: Libor Kovařík (Csehország) |
| 2008. május 16. 18:30 |               | (0 – 1) Jegyzőkönyv | Keko 31' Sergi 46' Alcântara 63' (11-esből) Manu 69' | Mardan Sports Complex, Antalya Nézőszám: 600 Játékvezető: Libor Kovařík (Csehország) |

| A 2008-as U17-es labdarúgó-Európa-bajnokság győztese |
| ---------------------------------------------------- |
| SPANYOLORSZÁG 8. cím                                 |

## Góllövőlista
4 gólos
- Yannis Tafer

3 gólos
- Thiago Alcântara
- Sergio García

2 gólos
- Geoffrey Castillion
- Danijel Aleksić
- Rubén Rochina
- Sergio Pulido

1 gólos
- Clément Grenier
- Timothée Kolodziejczak
- Alexandre Lacazette
- William Remy
- Ricardo van Rhijn
- Conor Hourihane
- Paul Murphy
- Keko